# 馬場広信
馬場 広信（ばば ひろのぶ、1964年 - ）は、日本の映画学者、比較文化研究者、ディアスポラ研究者。

## 来歴
東京都生まれ。1986年、早稲田大学第一文学部在学中に「日本アンドレイ・タルコフスキイ協会」を旗揚げする。また、8ミリ映画の製作も行う。大学卒業後の1987年3月、亡命先のパリに在住していたタルコフスキイ未亡人にインタビューを行い、その内容は翌月のキネマ旬報に掲載された。1990年4月には、「日本アンドレイ・タルコフスキイ協会」の代表を退き、「アンドレイ・タルコフスキイ出版会」を分離・設立する。
1992年、小説「わたしは忘れない」を文藝賞に応募し、最終候補作に選出されるも落選する。1992年から1993年にかけて、「映画新聞」紙上に「パゾリーニ略伝」を発表。1993年4月、2作目の小説の題材として、旧ユーゴスラビア紛争の取材をするために新ユーゴスラビアに渡航する。デイトン合意による休戦まで、ボスニア・ヘルツェゴビナを含めて、計4回の旧ユーゴ取材を行った。
1994年2月、「月刊PLAYBOY」にて映画欄を担当するようになる。6月、中編小説「¥154,327」を脱稿（未発表）。同時期に集英社インターナショナルの設立に伴い、「月刊PLAYBOY」の映画欄を外される。
2009年、トロント大学客員研究員。2010年、早稲田大学文学研究科博士後期課程退学。2013年2月25日、早稲田大学文学研究科課程博士（文学）。

## 著書
- 『わたしは忘れない』河出書房新社、1993年。小説。
- 『シブヤ系対カマタ系―東京“Streetwise”』ぶんか社、1997年。プロデュース・編集：石黒謙吾、造本装幀：神崎夢現、カバーイラスト：森伸之、版元担当：米山雅司。
- 『猫を飼えないババさんが、チーのごはんパパになるまで』メディアファクトリー、2001年
- 『タルコフスキー映画 永遠への郷愁』みすず書房、2002年

## 翻訳
- 『アンドレイ・タルコフスキイ『鏡』の本』アンドレイ・タルコフスキイ出版会、リブロポート編 宮沢淳一共訳　リブロポート　1994
- 『ちいさなヴァイオリン ギドン・クレーメル自伝』山本尚志共訳　リブロポート　1995

## 論文
- 「ロバート・クレイマー――ある合衆国ユダヤ系監督の20世紀」（『ユダヤ・イスラエル研究』第18号、2001年）
- 「『Notre Nazi/Unser Nazi』とヨーロッパ三部作――ヨーロッパにおけるロバート・クレイマーの現実と歴史」（『山形国際ドキュメンタリー映画祭2001　スペシャルイベントカタログ――ロバート・クレイマー特集』2001年）
- 「アトム・エゴヤン監督 映画Speaking Partsとフレドリック・ジェイムソンの「ポストモダニズム」」（『カナダ文学研究』15号、2007年）